# Saint-Arthur
Saint-Arthur est un quartier du village d'Atholville, dans le comté de Restigouche, au nord de la province canadienne du Nouveau-Brunswick. Saint-Arthur a été fusionné au village en 2015. Il comprend aussi le hameau de Val-Melanson.

## Toponyme
Saint-Arthur est nommé ainsi en l'honneur d'Arthur de Glastonbury, martyr catholique de la Réforme anglaise. L'origine du toponyme du hameau de Val-Melanson n'est pas connue.

## Géographie
Saint-Arthur est situé dans les Appalaches, le long de la route 275, à 24 kilomètres de route au sud-ouest de Campbellton.
Saint-Arthur à proprement parler est situé au sud tandis que Val-Melanson est au nord.
Le sous-sol de Saint-Arthur est composé de roches sédimentaires datant du Silurien inférieur (424 à 441 millions d'années). À l'Ouest du chemin Loch Lomond, ce sont des roches clastiques marines d'eaux peu profondes alors qu'à l'Est ce sont des carbonates et des évaporites. Il y a une faille traversant le village du Sud-ouest au Nord-est à cet endroit.
Saint-Arthur est généralement considérée comme faisant partie de l'Acadie.

## Histoire
Saint-Arthur est situé dans le territoire historique des Micmacs, plus précisément dans le district de Gespegeoag, qui comprend le littoral de la baie des Chaleurs. Ce territoire était revendiqué d'abord par les Iroquois et ensuite seulement par les Mohawks.
Les Archives provinciales du Nouveau-Brunswick ne recensent aucune information sur l'histoire du village, ainsi que de son hameau de Val-Melanson, si ce n'est que les bureaux de poste des deux localités sont fondés en 1938,. Celui de Val-Melanson ferme toutefois ses portes en 1958. L'école Le Rendez-vous des Jeunes ferme ses portes le 19 juin 2009. L'aréna est détruit dans un incendie le 21 mars 2014. Après deux ans de campagne, un projet d'annexion des DSL de Saint-Arthur et de Val-d'Amours à Atholville mène à un plébiscite le 8 décembre 2014. La population approuve majoritairement le projet mais celui-ci est rejeté par trois des conseillers municipaux d'Atholville.

## Démographie
D'après le recensement de Statistique Canada, il y avait 743 habitants en 2006, comparativement à 832 en 2001, soit une baisse de 10,7 %. Il y a 277 logements privés, dont 271 occupés par des résidents habituels. Le village a une superficie de 36,26 km2 et une densité de population de 20,5 habitants au kilomètre carré.

## Économie
Entreprise Restigouche a la responsabilité du développement économique.

## Administration

### Comité consultatif
En tant que district de services locaux, Saint-Arthur est administré directement par le Ministère des Gouvernements locaux du Nouveau-Brunswick, secondé par un comité consultatif élu composé de cinq membres dont un président.
| Période                                  | Période  | Identité       | Étiquette | Qualité |
| ---------------------------------------- | -------- | -------------- | --------- | ------- |
|                                          | en cours | Marc Thibeault |           |         |
|                                          |          |                |           |         |
| Les données manquantes sont à compléter. |          |                |           |         |

### Commission de services régionaux
Saint-Arthur fait partie de la Région 2, une commission de services régionaux (CSR) devant commencer officiellement ses activités le 1er janvier 2013. Contrairement aux municipalités, les DSL sont représentés au conseil par un nombre de représentants proportionnel à leur population et leur assiette fiscale. Ces représentants sont élus par les présidents des DSL mais sont nommés par le gouvernement s'il n'y a pas assez de présidents en fonction. Les services obligatoirement offerts par les CSR sont l'aménagement régional, l'aménagement local dans le cas des DSL, la gestion des déchets solides, la planification des mesures d'urgence ainsi que la collaboration en matière de services de police, la planification et le partage des coûts des infrastructures régionales de sport, de loisirs et de culture; d'autres services pourraient s'ajouter à cette liste.

### Représentation
Nouveau-Brunswick: Saint-Arthur fait partie de la circonscription provinciale de Campbellton—Restigouche-Centre, qui est représentée à l'Assemblée législative du Nouveau-Brunswick par Greg Davis, du Parti progressiste-conservateur. Il fut élu en 2010.
 Canada: Saint-Arthur fait partie de la circonscription fédérale de Madawaska—Restigouche, qui est représentée à la Chambre des communes du Canada par Jean-Claude D'Amours, du Parti libéral. Il fut élu lors de la 38e élection générale, en 2004, puis réélu en 2006 et en 2008.

## Vivre à Saint-Arthur
Saint-Arthur fait partie du sous-district 1 du district scolaire Francophone Nord-Est. Les écoles les plus proches sont à Val-d'Amours et à Campbellton.
Saint-Arthur possède un bureau de poste et une caserne de pompiers. Le détachement de la Gendarmerie royale du Canada le plus proche est à Campbellton. Campbellton compte le Centre hospitalier Restigouche, francophone, et l'hôpital régional de Campbellton, anglophone. Les hôpitaux néo-brunswickois sont en effet bilingues dans leurs services mais unilingues dans leur administration. Campbellton compte de plus un poste d'Ambulance Nouveau-Brunswick.
L'église Notre-Dame-de-Fatima est une église catholique romaine faisant partie du diocèse de Bathurst.
La collecte des déchets et matières recyclables est effectuée par la Commission de gestion des déchets solides de Restigouche. L'aménagement du territoire est de la responsabilité de la Commission d'urbanisme du district de Restigouche.
Les francophones bénéficient du quotidien L'Acadie nouvelle, publié à Caraquet, ainsi qu'à l'hebdomadaire L'Étoile, de Dieppe. Ils ont aussi accès à l'hebdomadaire L'Aviron, publié à Campbellton. Les anglophones bénéficient des quotidiens Telegraph-Journal, publié à Saint-Jean ainsi que de l'hebdomadaire Campbellton Tribune, de Campbellton.